# 袁彬
袁 彬（えん ひん、1401年 - 1477年）は、明代の官僚。字は文質。本貫は瑞州府新昌県。

## 生涯
正統14年（1449年）、オイラトのエセン・ハーンが侵攻してくると、袁彬は錦衣衛校尉として英宗の親征に扈従した。土木の変が起こり、エセンが英宗を拉致して北に去ると、英宗に随行した官僚たちはみな逃げ散ったが、袁彬と哈銘のみが侍従して、帝のそばを離れなかった。エセンが大同・宣府を侵し、北京に迫ると、英宗は皇太后と景泰帝に手紙を送ろうと、袁彬に代筆させた。エセンがその妹を英宗にとつがせようとすると、袁彬は英宗の北京帰還を条件として持ち出し、これを阻んだ。エセンが袁彬を縛り上げてその殺害を図ると、英宗が急遽駆けつけて袁彬を救った。
英宗が北京に帰還すると、袁彬は錦衣衛で百戸に試用された。天順元年（1457年）1月、英宗が復辟すると、袁彬は錦衣衛指揮僉事に抜擢された。3月、都指揮僉事に進んだ。まもなく指揮同知に進んだ。12月、錦衣衛指揮使となった。天順5年（1461年）秋、曹欽の乱を鎮圧した功績により、都指揮僉事に進んだ。天順7年（1463年）、門達に逆らって南京錦衣衛に左遷され、閑職に追いやられた。
天順8年（1464年）、英宗が崩御し、門達が都勻に左遷されると、袁彬は原職に復帰して、錦衣衛の事務を管掌した。成化2年（1466年）、都指揮同知に進んだ。成化9年（1473年）、母が死去したため、特別に祭葬を賜った。成化13年（1477年）、袁彬は前軍都督府都督僉事となった。在官のまま死去した。
著書に『北征事蹟』1巻があった。